# فريتز مولر (أستاذ جامعي سويسري)
فريتز مولر هو جغرافي سويسري، ولد في 16 أبريل 1926 في Sünikon ‏ في سويسرا، وتوفي في 26 يوليو 1980 في Rhône Glacier ‏ في سويسرا.